# Дренштайнфурт
Дренштайнфурт (нем. Drensteinfurt) — город в Германии, в земле Северный Рейн-Вестфалия.
Подчинён административному округу Мюнстер. Входит в состав района Варендорф.  Население составляет 15 494 человек (на 30 июня 2020 года). Занимает площадь 106,42 км². Официальный код  —  05 5 70 016.
Город подразделяется на 3 городских района.

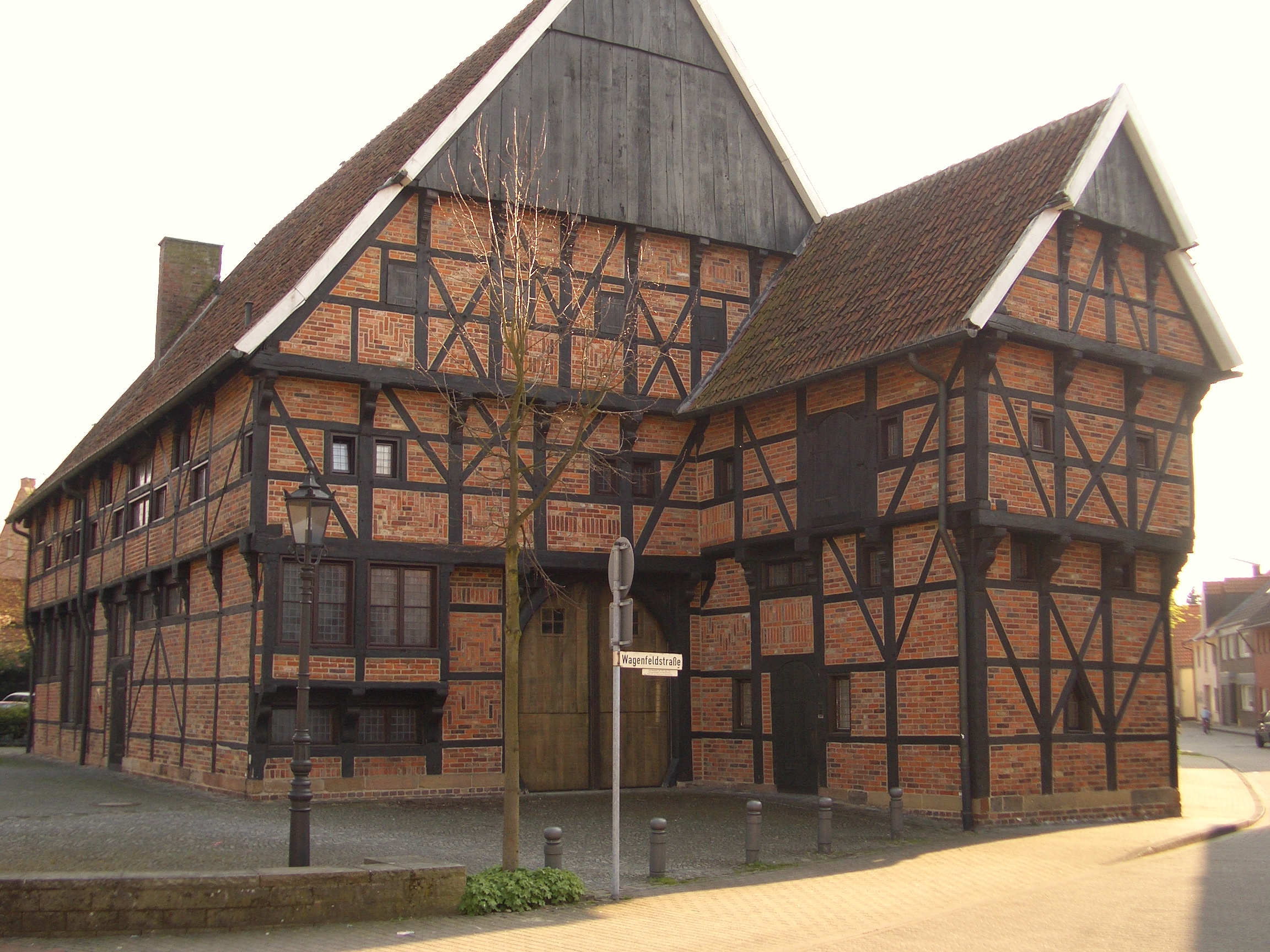
"Старая Почта", Дренштайнфурт